# Her
Her (bra: Ela; prt: Uma História de Amor) é um filme americano de 2013, dos gêneros comédia dramática, ficção científica e romance, escrito, dirigido e produzido por Spike Jonze, com atuações de Joaquin Phoenix, Amy Adams, Rooney Mara, Olivia Wilde e Scarlett Johansson, sendo essa atuando apenas como a voz da personagem Samantha.
O enredo gira em torno de um homem que desenvolve uma relação pessoal com o sistema operacional/assistente virtual de computador (OS) (semelhante a Siri, Cortana, Alexa ou Google Assistente) com uma voz feminina e personalidade própria. Ele marca a estreia  de Jonze como roteirista. O filme estreou no Festival de Cinema de Nova Iorque de 2013 e foi lançado nos cinemas dos Estados Unidos em 18 de dezembro de 2013.
Em 4 de dezembro de 2013, Her foi o melhor filme de 2013, pelo National Board of Review. O filme também compartilhou o primeiro lugar de Melhor Filme com Gravidade nos Prémios Los Angeles Film Critics Association. Em 12 de dezembro de 2013, o filme recebeu três indicações ao Globo de Ouro: Melhor Filme - Musical ou Comédia, Melhor Roteiro e Melhor Ator - Filme Musical ou Comédia, vencendo o de Melhor Roteiro. Her foi indicado para cinco Oscars, incluindo Melhor Filme e Melhor Roteiro original, tendo vencido o de Melhor Roteiro.

## Elenco
- Joaquin Phoenix como Theodore Twombly
- Amy Adams como Amy
- Rooney Mara como Catherine
- Olivia Wilde como Blind Date
- Scarlett Johansson como Samantha (voz)
- Chris Pratt como Paul
- Matt Letscher como Charles
- Sam Jaeger como Dr. Johnson
- Luka Jones como Mark Lewman
- Kristen Wiig como “GatinhaSexy” (voz)
- Bill Hader como Amigo na Sala de Chat #2 (voz)
- Spike Jonze como Criança Alienígena (voz)
- Portia Doubleday como Surrogate Date Isabella
- Soko como Isabella (voz)
- Brian Cox como Alan Watts (voz)

## Produção

### Desenvolvimento
Jonze levou cinco meses para escrever o primeiro rascunho de seu script. Um dos primeiros atores que ele imaginava para o filme foi Joaquin Phoenix. Em março de 2011, foi anunciado que o produtor Megan Ellison da Annapurna Pictures adquiriu uma sátira sem título do roteirista Charlie Kaufman e diretor Spike Jonze. Originalmente descrita como uma história de "como os líderes mundiais se reúnem para descobrir todos os eventos sísmicos, que terá lugar no mundo", detalhes da trama do filme, bem como o anexo de Kaufman foram posteriormente postas quando anúncios do elenco começaram a serem feitas. Na metade de 2011, Joaquin Phoenix assinou contrato para o projeto com Warner Bros. pegando os direitos de distribuição, enquanto que Sony Pictures Classics detém os direitos mundiais (exceto Reino Unido, Itália, Polónia e França) e Panorama Media detém vendas externas. Carey Mulligan entrou em negociações para estrelar o filme. Inicialmente, após ser lançada, mais tarde ela desistiu devido a dificuldades de agenda. Em abril de 2012, Rooney Mara assinou contrato para substituir Mulligan no papel.
A ideia do filme veio a Jonze inicialmente 10 anos antes, quando leu um artigo online acerca de Cleverbot, explicando as mensagens instantâneas com inteligência artificial. "Pela primeira, talvez, a 20 segundos após, ele tinha esse zumbido real", disse Jonze. "Eu diria 'Ei, Olá', e ele diria "Ei, como você está?', E era como se opa [...] este é trippy. Depois de 20 segundos, ele se desfez e você percebeu rapidamente como ele realmente funciona, e não foi tão impressionante. Mas ainda era, por 20 segundos, realmente emocionante. Quando mais pessoas falavam com ele, mais inteligente ele ficou." Depois de sentar-se no conceito enquanto, Jonze tinha renovado o interesse no projeto depois de dirigir o curta-metragem I'm Here (2010), que compartilha temas parecidos. Também inspiração veio da abordagem escrita de Kaufman para Synecdoche, New York (2008). Jonze explicou "[Kaufman] disse que queria tentar escrever tudo o que eu estava pensando acerca naquele momento - todos os pensamentos e sentimentos naquela época - e colocá-lo no script. Eu estava muito inspirado por isso, e tentou fazer isso em [Her]. E um monte de sentimentos ou relacionamentos que você tem acerca muitas vezes sobre a tecnologia é contraditória."

### Filmagem
Filmagem principal de Her teve lugar durante o verão de 2012. Foi filmado principalmente em Los Angeles, com duas semanas em Xangai.
Durante a produção do filme, a atriz Samantha Morton desempenhou o papel de Samantha, agindo em conjunto "em uma cabine à prova de som acarpetado quatro-por-quatro de madeira pintada de negro e tecido macio, abafando-ruído". Por sugestão de Jonze, ela e Joaquin Phoenix evitado ver um ao outro no set durante as filmagens. Com sua bênção, Morton foi mais tarde substituída por Scarlett Johansson. Johansson conheceu Jonze, na primavera de 2013 e trabalhou com ela por quatro meses. Após a reformulação, novas cenas filmadas em agosto de 2013 que eram ou "recém-imaginadas" ou "novas cenas que eu originalmente tinha querido gravar, mas não o fiz".

### Edição
Jonze alistou Eric Zumbrunnen e Jeff Buchanan para editar o filme, ambos os quais haviam colaborado com Jonze em projetos anteriores. O filme foi editado ao longo de 14 meses, que representa a substituição de Morton por Johansson. Explicou Jonze, "O que aconteceu na Mensagem. Foi que nós editamos o filme há muito tempo e, finalmente, percebi que o que Samantha e eu tinhamos feito em conjunto não estava funcionando da maneira correta. Foi muito difícil chegar a uma realização."
Steven Soderbergh se envolveu dentro quando do corte original de Jonze sobre o filme de 150 minutos, e trouxe-a para 90 minutos. Esta não era a versão final do filme, mas permitiu Jonze remover gráficos desnecessários. Consequentemente, um personagem coadjuvante interpretado por Chris Cooper foi o tema de um documentário-dentro-do-filme que foi eliminado do corte final.

### Música
A trilha sonora para Her foi composta pela banda canadense Arcade Fire e Owen Pallett com música adicional de Karen O do Yeah Yeah Yeahs. Primeiro trailer do filme abre com "Avril 14" de Aphex Twin e contém a música "The Moon Song" de Karen O. A canção de Arcade Fire "Supersymmetry" foi apresentado no segundo trailer do filme. Embora originalmente escrita para o filme, "Supersymmetry" foi trabalhado para o álbum de 2013 da banda Reflektor.

## Lançamento

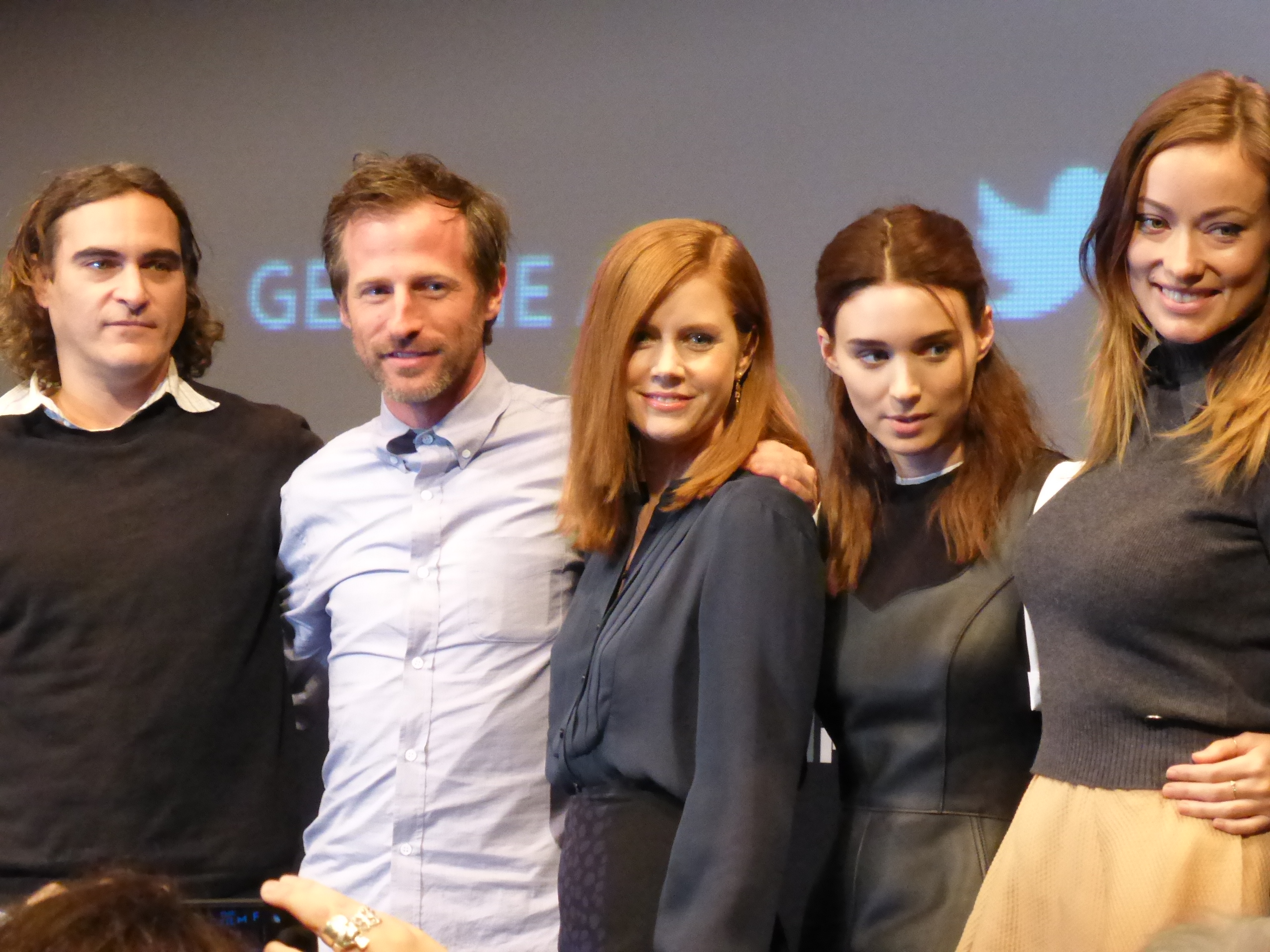
Da esquerda para a direita: Joaquin Phoenix, Spike Jonze, Amy Adams, Rooney Mara e Olivia Wilde na estreia de Her no Festival de Cinema de Nova Iorque de 2013

Her foi escolhido como o filme de encerramento do 51 º Festival de Cinema de Nova Iorque, e teve sua estreia mundial em 12 de outubro de 2013. O filme aconteceu de ter um lançamento limitado na América do Norte em 20 de novembro de 2013 através da Warner Bros. Mais tarde, foi adiado para uma liberação limitada em 18 de dezembro de 2013 com uma liberação de grande lançamento em 10 de janeiro de 2014, a fim de acomodar uma campanha de premiação.

### Recepção
Her recebeu aclamação da crítica. O filme foi muito elogiado por sua direção, roteiro, design de produção, trilha, e as performances de Joaquin Phoenix e Scarlett Johansson. Particularmente roteiro de Jonze foi aclamado e Jonze ganhou muitos prêmios de Melhor Roteiro em 2013. Rotten Tomatoes relata 94% dos críticos que deram ao filme uma revisão positiva baseado em 182 comentários, com uma pontuação média de 8.6/10. Estados de consenso do site: "Doce, com alma, e inteligente, Her de Spike Jonze utiliza apenas seu cenário de ficção científica ironicamente engraçado para transmitir sabedoria sobre o estado das relações humanas modernas."
Em Metacritic, Que atribui uma classificação normalizada de 100 com base em comentários de críticos principais, o filme tem uma pontuação de 91 com base em 43 comentários, considerado "aclamação universal".

## Principais prêmios e indicações
Oscar 2014
| Ano  | Categoria               | Recipiente                                | Resultado                   |
| ---- | ----------------------- | ----------------------------------------- | --------------------------- |
| 2014 | Melhor Filme            | Melhor Filme                              | Indicado[carece de fontes?] |
| 2014 | Melhor Roteiro Original | Spike Jonze                               | Venceu[carece de fontes?]   |
| 2014 | Melhor Trilha Sonora    | William Butler & Owen Pawlett             | Indicado[carece de fontes?] |
| 2014 | Melhor Canção Original  | "The Moon Song" por Karen O & Spike Jonze | Indicado[carece de fontes?] |
| 2014 | Melhor Direção de Arte  | KK Barrett & Gene Sardena                 | Indicado[carece de fontes?] |

Golden Globe Awards 2014
| Ano  | Categoria                         | Recipiente                        | Resultado                   |
| ---- | --------------------------------- | --------------------------------- | --------------------------- |
| 2014 | Melhor Filme - Comédia ou Musical | Melhor Filme - Comédia ou Musical | Indicado[carece de fontes?] |
| 2014 | Melhor Ator - Comédia ou Musical  | Joaquin Phoenix                   | Indicado[carece de fontes?] |
| 2014 | Melhor Roteiro                    | Spike Jonze                       | Venceu[carece de fontes?]   |

Critics' Choice Movies Awards 2014
| Ano  | Categoria                     | Recipiente                | Resultado                   |
| ---- | ----------------------------- | ------------------------- | --------------------------- |
| 2014 | Melhor Filme                  | Melhor Filme              | Indicado[carece de fontes?] |
| 2014 | Melhor Diretor                | Spike Jonze               | Indicado[carece de fontes?] |
| 2014 | Melhor Atriz Coadjuvante      | Scarlett Johansson        | Indicado[carece de fontes?] |
| 2014 | Melhor Roteiro Original       | Spike Jonze               | Venceu[carece de fontes?]   |
| 2014 | Melhor Direção de Arte        | KK Barrett & Gene Sardena | Indicado[carece de fontes?] |
| 2014 | Melhor Trilha Sonora Original | Arcade Fire               | Indicado[carece de fontes?] |